# Catephia nigrijuncta
Catephia nigrijuncta är en fjärilsart som beskrevs av W. Warren 1914. Catephia nigrijuncta ingår i släktet Catephia och familjen nattflyn. Inga underarter finns listade i Catalogue of Life.